# Baby's Breath (田村ゆかりの曲)
「Baby's Breath」（ベイビーズ・ブレス）は、田村ゆかりの3作目のシングル。2002年8月7日、KONAMIより発売された（販売元はキングレコード）。

## 収録曲
1. Baby's Breath[4:18]
作詞：三井ゆきこ、作曲：cota、編曲：岩本正樹
  - ラジオ「田村ゆかりのはぁとのためいき」オープニングテーマ（2002年7月〜10月）
  - PVが制作されており、DVD『Sweet chick girl』に収録されている。
2. わがままな I LOVE YOU [4:35]
作詞：柚木美祐、作曲：宮島律子、編曲：岩本正樹
3. こっちを向いて [4:19]
作詞・作曲：marhy、編曲：岩本正樹